# Didgeridoo
Il didgeridoo ([ˌdɪdʒəriˈduː]; anche didjeridu, tra le altre varianti) è uno strumento a fiato suonato facendo vibrare le labbra per produrre un bordone utilizzando la respirazione circolare.
Lo strumento è originario delle popolazioni aborigene dell'Australia settentrionale. Nelle lingue Yolŋu degli indigeni del nord-est della Terra di Arnhem il nome dello strumento è yiḏaki, o più recentemente da alcuni, mandapul. Nella lingua Gunwinggu è conosciuto come mako.
Lo strumento è solitamente cilindrico o conico e può avere una misura che va da un metro ai tre metri di lunghezza. La maggior parte dei didgeridoo è lunga circa 1,2 m. Generalmente, più lungo è lo strumento, più basso è il tono o la tonalità. Gli strumenti svasati suonano un tono più alto rispetto agli strumenti non svasati della stessa lunghezza.

## Etimologia
Il termine "didgeridoo" non è di origine linguistica aborigena australiana ed è considerato una parola onomatopeica. Le prime tracce della parola nella stampa si hanno all'interno di un'edizione del 1908 dell'Hamilton Spectator che si riferisce a un «did-gery-do», in un'edizione del 1914 del The Northern Territory Times and Gazette e in un numero del 1919 di Smith's Weekly, in cui veniva chiamato «didjerry», aggiungendo una descrizione del suono: «didjerry, didjerry, didjerry e così via all'infinito».

## Storia
L'uso del didgeridoo nasce tra gli aborigeni dell'Australia settentrionale. Reperti archeologici datano i primi didgeridoo come usati dalle popolazioni Kakadu da circa mille anni, mentre a Ginga Wardelirrhmeng, a nord del pianoro della Terra di Arnhem, sono presenti pitture murali datate a circa 1500 anni fa che rappresentano lo strumento.
Classificato come strumento musicale nella categoria degli aerofoni ad ancia labiale, il didgeridoo può avere forme variabili: le più comuni sono quelle coniche, con un progressivo allargamento della colonna interna a partire dal lato dell'ancia; molto usata è anche la forma perfettamente cilindrica.
Non è insolito tuttavia trovare strumenti che presentano forme irregolari, contorte o serpentine. La lunghezza complessiva di un didgeridoo è altresì variabile. Generalmente va da 1,50 m a 2,50 m. Va comunque considerato che ne sono stati costruiti anche decisamente più lunghi, che comportano variazioni timbriche e tecniche esecutive notevoli. Solitamente questi strumenti sono però avulsi dai legami con la tradizione aborigena e costituiscono piuttosto delle sperimentazioni "occidentali" sullo strumento.
Il didgeridoo tradizionale è ricavato da un ramo di eucalipto (pianta diffusa nel nord dell'Australia), scelto tra quelli il cui interno è stato scavato dalle termiti. Scortecciato, ripulito e accuratamente rifinito, lo strumento viene poi decorato e colorato con pitture tradizionali che richiamano la mitologia aborigena. Gli aborigeni lo usano non solo come strumento a fiato, nel quale soffiano e al tempo stesso pronunciano parole, suoni, rumori, ma anche come strumento di percussione, se colpito con i clap stick (bastoncini in legno usati come percussioni) o con un boomerang. Viene suonato con la tecnica della respirazione circolare.
Tradizionalmente, solo gli uomini suonano lo strumento durante le cerimonie; tra gli anziani delle comunità aborigene è considerato sconveniente che sia suonato dalle donne. Nonostante questo, l'etnomusicologa Linda Barwick ha affermato che sebbene tradizionalmente le donne non lo suonino mai durante le cerimonie non c'è nessuna proibizione in situazioni informali.

## Festival
In Italia, si tiene ogni anno, d'estate, a Forlimpopoli, presso Forlì, un festival internazionale di didgeridoo, chiamato Didjin'Oz. La prima edizione, nel 2003, ebbe luogo a Cesenatico, sempre in provincia di Forlì-Cesena; dall'anno successivo, la sede del festival è Forlimpopoli.